# Mýtická dobrodružství
Mýtická dobrodružství je humorná fantasy série knih od Roberta Lynna Asprina a Jody Lynn Nye. Prvních 12 dílů (vydaných v průběhu let 1978 - 2002) napsal Robert Asprin sám. Poté spolu s Jody Lynn Nye napsal dalších 7 dílů. Asprin zemřel 22. května 2008 při čtení románu od Terryho Pratchetta.
Mýtická dobrodružství jsou známá a oblíbená svou výstřední povahou, nespočtem postav a používáním slovních hříček. První titul Další Prima Mýtus (Another Fine Myth) je vlastně slovní hříčkou k Another Fine Mess. Kapitoly obvykle začínají citátem slavných nebo částečně slavných osob.

## Postavy
Příběhy se většinou točí okolo několika hlavních postav:
- Skeeve: mladý učeň z dimenze Tulp.
- Aahz: Zelený šupinatý Démon (zkratka pro "Dimenzionální Cestovatel" - v angličtině zní slovo 'demon' podobně jako začátek slova 'dimension'). Pochází z dimenze Perv známou pro své ještěří obyvatele. Aahz (nebo také Aahzmandius) přijme Skeeva jako svého učně, přestože ztratil své síly kvůli žertu Skeevova předchozího učitele Garkina, který hned zahynul a nemohl Aahzovi navrátit síly. Později se Skeeve a Aahz stanou rovnocennými partnery a založí společnost M.Y.T.H. inc (Mýtus s.r.o).
- Glíp: mládě draka, které Skeeve zakoupil v jiné dimenzi. Tato nesmírně inteligentní bytost dokáže říct pouze slovo glíp, podle kterého je pojmenovaná.

## Knihy
První Mýtická Dobrodružství byla napsána pro dnes již neexistující nakladatelství The Donning Company. Zde jsou uvedeny přeložené názvy a rok prvního vydání v nakladatelství Perseus.
- Další Prima Mýtus (1994) ISBN 80-86481-42-5
- Zrození Mýtu aneb Další pěkná šlamastyka (1995) ISBN 80-901831-7-4
- Nástup Mýtu aneb prima dárek pro Aahze (1995) ISBN 80-85976-00-5
- Mýtus Pokračuje aneb Skeeve vrací úder (1996) ISBN 80-85976-06-4
- Zrádný Mýtus aned Jak se to málem nevyplatilo (1996) ISBN 80-85976-11-0
- Mýtus v ohrožení aneb Zastavená Stázka (1997) ISBN 80-86030-24-5
- M.Y.T.H. Inc. nastupuje aneb Mýtus trochu jinak (1997) ISBN 80-86030-25-3
- Mýtus nebo mystifikace? aneb Mezi neperfektními Pervekty (1997) ISBN 80-86030-30-X
- M.Y.T.H. Inc. v akci aneb Ztráty nepovoleny (1998) ISBN 80-86030-38-5
- Sladké (místy) o životě mýty (1998) ISBN 80-86030-64-4
- Myšn impasybl aneb Svérázný mýtus (2002) ISBN 80-901831-7-4 (Jedenáctá kniha série Mýtus, která se odehrává mezi knihami Nástup mýtu aneb Prima dárek pro Aahze a Mýtus pokračuje aneb Skeeve vrací úder.)
- M.Y.T.H. Inc. má starosti aneb Ať žije Glíp (2003) ISBN 80-86481-51-4

Na nových Mýtických dobrodrodružstvích spolupracovala také Jody Lynn Nye.
- Neuvěřitelné Příběhy aneb Mýtus je tu zas (2004) ISBN 80-86481-72-7
- Pervekce nebo perferze aneb Mýtus při tom nesmí chybět (2005) ISBN 80-86481-90-5
- Zaměněná identita aneb Zmýtěná neplatí (2006) ISBN 80-87010-01-9
- Cesta do hlubin študákova mýtu aneb Poslední zvonění (2007)
- Mýtické poklady aneb Rychle nabyl, rychle pozbyl (2009) ISBN 978-80-87010-28-0
- Mýt tak jen trochu štěstí aneb Tady nepomůže ani trollí pacička (2011) ISBN 978-80-87010-36-5

Dále dosud nepřeložena byla 1 kniha, na které spolupracovala Jody Lynn Nye.
- Myth-Chief (2009)

Po smrti  Roberta Lynna Asprina vydala Jody Lynn Nye ještě 2 knihy, které pokračují v příběhu série a které napsala podle kostry a plánů, které ještě tvořili oba společně společně. Na počest toho je na každé knize v originále před názvem uvedeno "Robert Asprin's" - v překladu "Roberta Asprina". Tyto knihy zůstávají rovněž dosud nepřeloženy.
- Myth-Quoted (2012)
- Myth-Fits (2016)

Do mýtické série patří i 6 krátkých příběhů, které v roce 2010 po smrti  Roberta Lynna Asprina vyšli spolu s dalšími nesouvisejícímí příběhy ve sbírce s názvem Myth-Interpretations. Názvy povídek z mýtické série jsou:
- The Myth Adventures Proposal
- Myth Adventures
- Gleep's Tale
- M.Y.T.H. Inc. Instructions
- Mything in Dreamland
- Myth-Trained

V roce 2020 začalo vydávat knihy z této edice znovu od první nakladatelství Triton:
- Další Prima Mýtus (2020) ISBN 978-80-755-3824-6